# Nummulitoidea
I Nummulitoidea (Blainville, 1827) sono una superfamiglia di foraminiferi appartenenti all'ordine Rotaliida. 

## Tassonomia
La superfamiglia viene suddivisa in quattro famiglie, attualmente: 
- Asterocyclinidae (Brönnimann, 1951)
- Discocyclinidae (Galloway, 1928)
- Nummulitidae (Blainville, 1827)
- Pellatispiridae (Hanzawa, 1937)